# Пелек, Адам
Адам Пелек (англ. Adam Pelech; 16 августа 1994, Торонто, Онтарио, Канада) — канадский профессиональный хоккеист, защитник клуба НХЛ «Нью-Йорк Айлендерс».

## Карьера
Пелек был выбран на драфте НХЛ 2012 года в 3-м раунде под общим 65-м номером клубом «Нью-Йорк Айлендерс». 15 марта 2014 года он подписал трёхлетний контракт новичка с «островитянами».
Первый свой вызов на матчи НХЛ Адам получил в сезоне 2015/16. 13 ноября 2015 года он дебютировал за «Айлендерс» в НХЛ в матче против «Анахайм Дакс».
24 июля 2017 года Пелек подписал с Айлендерс контракт на 4 года со среднегодовой заработной платой 1,6 млн долларов.
13 января 2022 года был вызван на матч всех звёзд НХЛ.